# Большая Десятинная улица
Большая Десяти́нная улица — улица в Выборгском и Приморском районах Санкт-Петербурга. Проходит от Большой Озёрной улицы до стыка Афонской улицы и Десятинного переулка. Разделена на две части линией Финляндской железной дороги. Расположена в историческом районе Озерки.

## История
Современное название улица носит с 1910-х годов. До этого с середины XIX века она называлась Десятинной дорогой.

## Пересечения
С северо-востока на юго-запад (по увеличению нумерации домов) Большую Десятинную улицу пересекают следующие улицы:
- Большая Озёрная улица — Большая Десятинная улица примыкает к ней;
- линия Финляндской железной дороги — пересечение с разделением Большой Десятинной улицы на две несвязанные части;
- Железнодорожная улица — Большая Десятинная улица примыкает к ней;
- 1-я Утиная улица — пересечение;
- Афонская улица, Десятинный переулок и Афанасьевская улица[уточнить] — Большая Десятинная улица примыкает к их стыку.

## Транспорт
Ближайшая к Большой Десятинной улице станция метро — «Озерки» 2-й (Московско-Петроградской) линии (около 850 м по прямой от начала улицы).
Движение наземного общественного транспорта по улице отсутствует.
На расстоянии около 150 м по прямой от конца Большой Десятинной улицы расположено автобусное кольцо (маршруты № 45, 134А, 134Б и 182).
У примыкания Большой Десятинной к Железнодорожной улице находится железнодорожная платформа Озерки.

## Общественно значимые объекты
- бывший стадион «Озерки»[уточнить] (у примыкания к Финляндской железнодорожной линии)